# ولمر (کارولینای جنوبی)
ولمر(به انگلیسی: Ulmer) شهری در ایالت کارولینای جنوبی کشور ایالات متحده آمریکا است که جمعیت آن در سرشماری سال ۲۰۱۰ میلادی، ۸۸ نفر بوده‌است.